# Eublemma psamathea
Eublemma psamathea là một loài bướm đêm trong họ Erebidae.